# Endecascelio
Endecascelio är ett släkte av steklar. Endecascelio ingår i familjen Scelionidae.
Kladogram enligt Catalogue of Life:
| Endecascelio | \| \| Endecascelio abessinicus \| \| \| \| \| \| Endecascelio stipitipennis \| \| \| \| |
|              | \| \| Endecascelio abessinicus \| \| \| \| \| \| Endecascelio stipitipennis \| \| \| \| |
|              | Endecascelio abessinicus                                                                |
|              |                                                                                         |
|              | Endecascelio stipitipennis                                                              |
|              |                                                                                         |